# Gare de Corbigny
Gare de Corbigny vasútállomás Franciaországban, Corbigny településen.

## Vasútvonalak
Az állomást az alábbi vasútvonalak érintik:
- Clamecy-Gilly-sur-Loire-vasútvonal

## Kapcsolódó állomások
A vasútállomáshoz az alábbi állomások vannak a legközelebb: